# The History of The Hobbit
The History of the Hobbit (abrégé en HotH) est un ouvrage rédigé par John D. Rateliff. Il propose une analyse du roman de J. R. R. Tolkien : Bilbo le Hobbit. Cet ouvrage est divisé en deux volumes intitulés Part One: Mr Baggins et Part Two: Return to Bag-End. Ces deux volumes contiennent les premières versions de Bilbo le Hobbit jamais publiées commentées par Rateliff et accompagnées de cartes et d'illustrations inédites dessinées par Tolkien lui-même. Il est complémentaire du Hobbit annoté, publié par Douglas Anderson.
Cet ouvrage est à rapprocher de la série de 12 volumes intitulée Histoire de la Terre du Milieu. À l'origine, Tolkien n'avait pas intégré Le Hobbit dans l'univers de la Terre du Milieu et l'avait conçu comme un conte pour enfants. Ceci explique que Christopher Tolkien n'ait pas choisi de créer de volume pour Le Hobbit dans la série des HoMe. La tâche d'analyser Le Hobbit revint à Taum Santoski qui avait accès aux manuscrits de Tolkien stockés à l'Université Marquette de Milwaukee, dans le Wisconsin. Ce dernier mourut cependant en 1991 et c'est John D. Rateliff qui reprit le travail.
Rateliff soumit son travail à Christopher Tolkien qui donna son accord pour la publication. Le premier volume parut en Angleterre en juin 2007 suivi, en juillet 2007, du second volume chez l'éditeur HarperCollins. En septembre 2007, les éditions Houghton Mifflin sortirent les deux volumes aux États-Unis. Quelque temps plus tard, les éditeurs sortirent une édition spéciale incluant The Hobbit et les deux volumes des HotH dans un coffret. En 2011, une nouvelle édition revue et augmentée en un seul volume est publiée.